# Salvatoria limbata
Salvatoria limbata är en ringmaskart som först beskrevs av Jean Louis René Antoine Édouard Claparède 1868.  I den svenska databasen Dyntaxa används istället namnet Grubeosyllis limbata. Enligt Catalogue of Life ingår Salvatoria limbata i släktet Salvatoria och familjen Syllidae, men enligt Dyntaxa är tillhörigheten istället släktet Grubeosyllis och familjen Syllidae. Arten har ej påträffats i Sverige. Inga underarter finns listade i Catalogue of Life.